# Slobodan Marović
Slobodan Marović (ur. 13 lipca 1964 w Barze) – serbski piłkarz występujący na pozycji obrońcy. Wcześniej reprezentant Jugosławii.

## Kariera klubowa
Marović karierę rozpoczynał w 1984 roku w zespole NK Osijek. W 1986 roku przeszedł do Crvenej Zvezdy. Przez pięć lat zdobył z nią trzy mistrzostwa Jugosławii (1988, 1990, 1991), Puchar Jugosławii (1990), a także wygrał rozgrywki Pucharu Mistrzów w 1991 roku.
W 1992 roku został graczem szwedzkiego zespołu IFK Norrköping. W tym samym roku wywalczył z nim mistrzostwo Szwecji, rok później wicemistrzostwo Szwecji. W 1994 roku zdobył zaś Puchar Szwecji. Następnie Marović odszedł do duńskiego Silkeborga i w sezonie 1994/1995 zajął z nim 3. miejsce w Superligaen. W sezonie 1996 występował w chińskim Shenzhen Feiyada, a po jego zakończeniu, zakończył karierę.

## Kariera reprezentacyjna
W reprezentacji Jugosławii Marović zadebiutował 29 sierpnia 1987 przegranym 0:1 towarzyskim meczu z ZSRR. W latach 1987–1989 w drużynie narodowej rozegrał 4 spotkania.